# إسجاء ذاتي
يُعرف الإسجاء الذاتي بأنه إدخال أجسام أجنبية ضمن الأنسجة الرخوة إما تحت الجلد أو ضمن العضلات. عادةً ما يُعتبر الإسجاء الذاتي أذية ذاتية متعمدة غير مميتة ويُعرف أيضًا باسم «التخريب المتعمد المباشر للأنسجة دون وجود نية انتحارية».

## الوبائيات
غالبية الأفراد الذين يمارسون الإسجاء الذاتي هم من الإناث البيض المراهقات اللواتي مشخص لديهم اضطراب نفسي. إذ يتشارك وجود الإسجاء الذاتي بشكل كبير مع الاضطرابات النفسية الأخرى مثل اضطراب الكرب التالي للصدمة النفسية والاضطراب التفارقي واضطراب الشخصية الحدية بالإضافة إلى ذلك، فإن اضطراب الإسجاء الذاتي المتعمد مرتبط بعلم الأمراض التجسيدي مثل اضطراب المعارض المتحدي أو اضطراب المسلك (السلوك). يكون لدى المراهقين الذين يمارسون الأذية الذاتية معدلات اكتئاب وسطية أعلى ويبلغون عن أعراض الإصابة بالاكتئاب بشكل أكبر من المراهقين الذين لا يمارسون ذلك. ويبلغون أيضًا عن أعراض الإصابة باضطراب القلق بشكل أكبر. لوحظ أن عوامل الإجهاد الحياتية مثل التعرض لإساءة المعاملة خلال الطفولة أو مشاهدة العنف الأسري أو التعرض لحادث راض نفسيًا ترتبط أيضًا بالإسجاء الذاتي المتعمد. يرتبط وجود الإسجاء الذاتي المتعمد وتواتره بعدد الأحداث المجهدة التي تعرض لها المراهق. يبلغ المراهقون الذين يمارسون الإسجاء الذاتي عن أحداث حياتية مجهدة أكثر، وكلما زاد عدد هذه الأحداث، زاد احتمال ممارسة المراهق لسلوك الأذية الذاتية المتعمدة. حددت الدراسات التجريبية عوامل الخطر وعوامل الارتباط لسلوك الأذية الذاتية المتعمدة. تشمل بعض هذه العوامل سوابق التعرض لسوء معاملة في الطفولة ووجود اضطراب عقلي وضعف المهارات اللفظية وتبني ثقافة قوطية.
العمر الوسيط للأذية الذاتية غير المميتة هو 13-15 سنة والإصابة الذاتية الانتحارية القاتلة هو 15-17. يمارس حوالي 2٪ من السجناء سنويًا سلوكيات مؤذية للذات بما في ذلك إدخال أشياء غريبة في الجسم. يتراوح معدل انتشار سلوك الإسجاء الذاتي في فترة المراهقة بين 13 و53% وذلك ضمن عينات غير سريرية من المجتمع. يبلغ ما يقرب من 4٪ من سكان الولايات المتحدة و13-23٪ من المراهقين عن سوابق من الإصابات الذاتية غير المميتة.

## الأعراض
يجب تقييم الجوانب المختلفة للسلوك عند تقييم الإسجاء الذاتي، وذلك مثل نوع الجسم المستخدم وموقع إدخاله وعدد الأجسام المستخدمة والدافع وراء السلوك ووجود اضطرابات نفسية أخرى. تشمل الاعراض الأشيع للإسجاء الذاتي الظهاري لأجسام أجنبية العدوى أو تكون خراج أو إنتان مكان الإسجاء. تشمل أعراض الإسجاء في الإحليل التبول المتكرر وعسر التبول والبيلة المدماة. يمكن أن تؤدي محاولات إدخال جسم غريب في الإحليل المتكررة إلى تضيق الإحليل وقد يحدث تمزقات في المخاطية أيضاً. يمكن إجراء دراسة شعاعية لتقييم عدد الأحسام الغريبة وموقعها وأحجامها. تشمل أعراض الإسجاء في المهبل الألم المهبلي والإفرازات والرائحة الكريهة والنزف والتي من شأنها أن تشير إلى حصول عدوى.

## العلاج

### إزالة الجسم الأجنبي الموجه بوسائل التصوير الشعاعي
يستخدم التنطير الراجع لعلاج إدخال أجسام أجنبية في الإحليل، وتُعطى المضادات الحيوية. تستطب الإزالة الجراحية في حال وجود عدوى أو تكون خراج مكان الإدخال. يوصى بالإزالة الجراحية أيضًا في حال قام المريض بإدخال عدة أجسام غريبة وذلك في جميع الحالات إلا الحالات التي تكون فيها مخاطر العملية الجراحية أكثر من فوائدها. إزالة الجسم الأجنبي عبر الجلد الموجهة بوسائل التصوير الشعاعي هو خيار آخر غازٍ بشكل أقل وذلك لإزالة الأجسام الأجنبية التي تترك ندبات ضئيلة. وجدت العديد من الدراسات أن إزالة الجسم الأجنبي الموجه بوسائل التصوير الشعاعي هو تقنية آمنة فعالة في إزالة الأجسام الأجنبية. يمكن اللجوء في هذا الإجراء إلى التسليخ المائي لتحديد الجسم الغريب بشكل أكثر دقة وتسهيل إزالته.